# Gorgippia

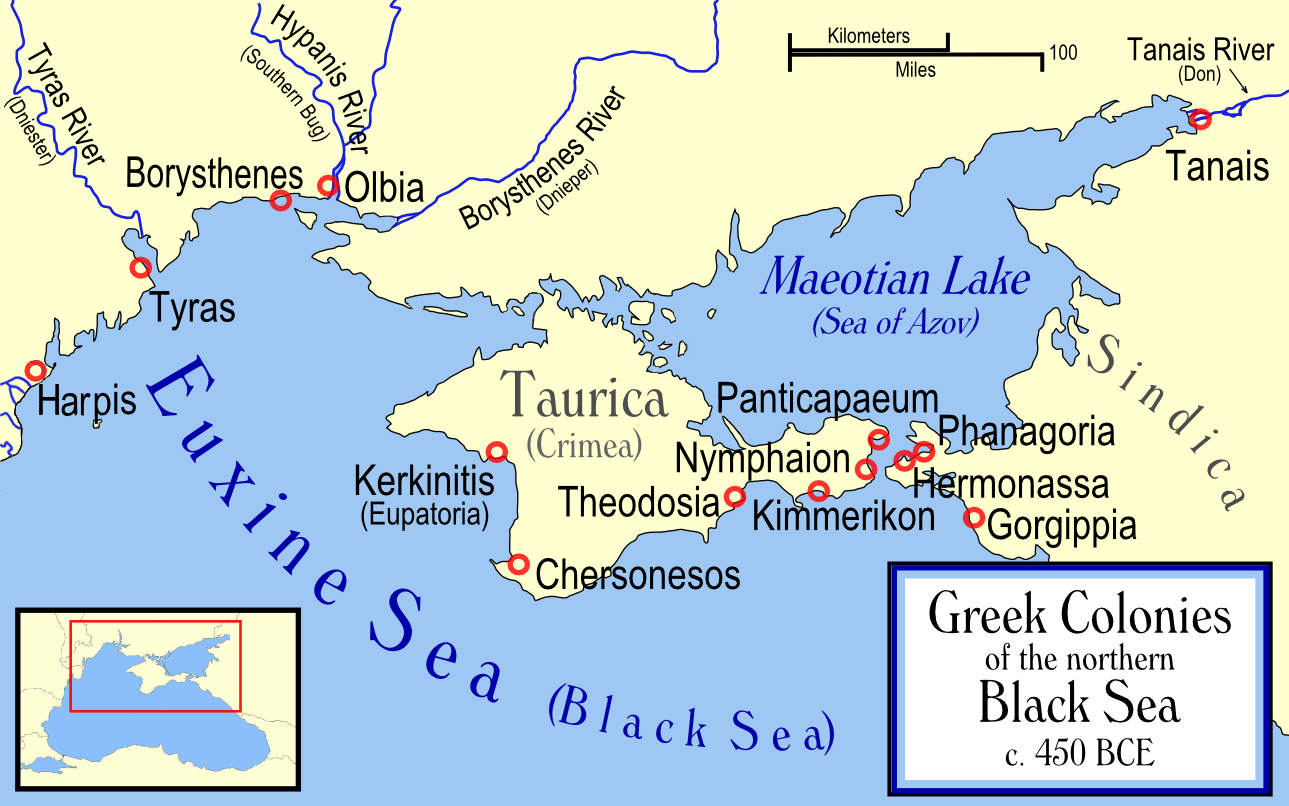
Gorgippia en andere Griekse kolonies rond de Zwarte Zee

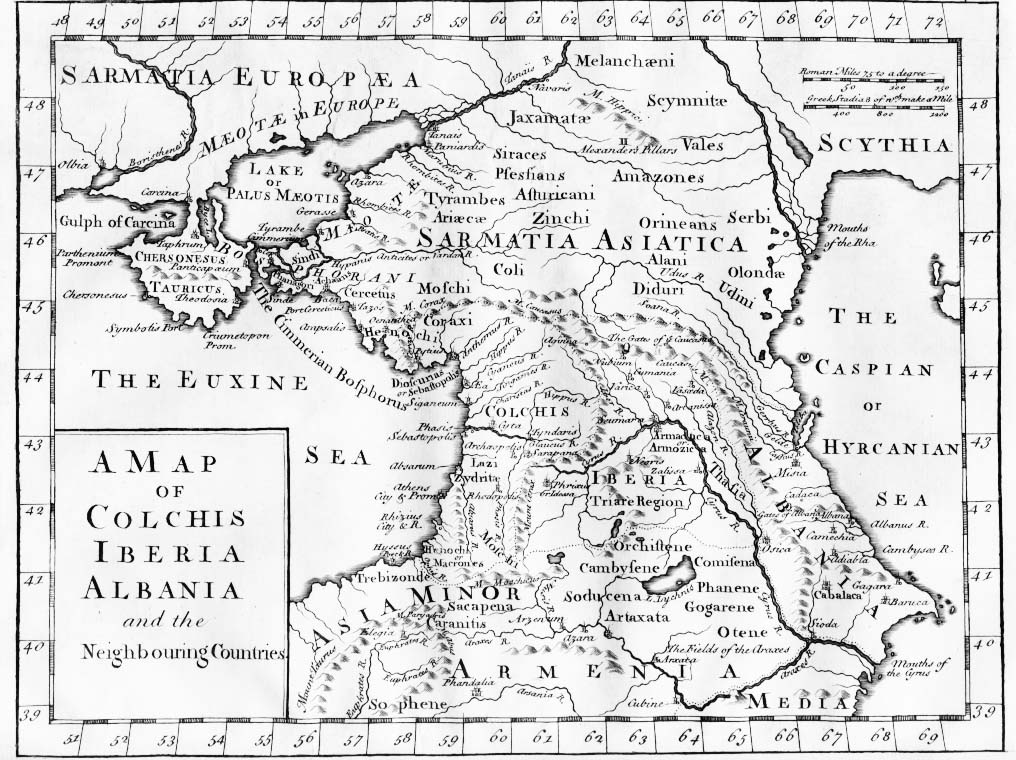
Een kaart van Colchis die Koninkrijk Bosporus weergeeft als the crimmerian bofpforus. Gorgippia is niet zichtbaar, maar wel worden de sindi aangegeven. (Londen: ca. 1770)

Gorgippia of Gorgippa (Grieks: Γοργιππία) is een historische Griekse stad van het koninkrijk Bosporus, die wordt gezien als de opvolger van Sindika dat werd gesticht in de 6e eeuw v.Chr. aan de Zwarte Zee op het schiereiland Taman. De stad werd uiteindelijk vernietigd door de Hunnen in de 4e eeuw. De ruïnes van de stad liggen in de buurt van de Russische stad Anapa bij het dorpje Rajevskoje.

## Geschiedenis
Onder Satir I's zoon Levkon I werd het Sindirijk in de 4e eeuw v.Chr. onderdeel van het koninkrijk Bosporus en werd de stad (zo wordt aangenomen) hernoemd tot Gorgippia, naar gouverneur Gorgipp uit de dynastie van de tiran Spartocus, uit de Archaeanactidae-familie, die heerste over het koninkrijk Bosporus van 438 tot 431 (volgens Diodoros van Sicilië). Strabo schreef in zijn Geografie: "In de Sindi regio is een plaats genaamd Georgippia, de koninklijke hoofdstad van Sindi, niet ver van de zee".
Gorgippia groeide vervolgens uit tot een van de belangrijkste handelsplaatsen van dit koninkrijk. In 230 v.Chr. werd de stad in brand gestoken, maar werd later weer herbouwd. Onder Mithridates VI van Pontus (132-63 v.Chr.) smeedde de stad wederom haar eigen munten. In de 2e eeuw en 3e eeuw kwam er religieuze eenheid tussen de scheepseigenaren en bloeide de graanproductie op, waardoor de stad haar grootste bloeiperiode doormaakte. Naar aantal inwoners was het alleen ondergeschikt aan Panticapaeum en Theodosia (Feodosija). In de stad bevonden zich ook typische Griekse godenbeelden van Aphrodite, Demeter, Poseidon en Zeus. De stad exporteerde tarwe vanuit de regio rond de rivier de Koeban naar steden als Athene, wat de dankbaarheid van die stad opleverde en wat Demosthenes liet vragen om het oprichten van een bronzen standbeeld van Gorgipp op de agora van Athene.
Uit Strabo's werk blijkt tevens dat er in die tijd piraterij plaatsvond door stammen aan de Zwarte Zeekust, waardoor de inwoners van Gorgippia genoodzaakt waren een vestingmuur te bouwen. In de 4e eeuw viel het koninkrijk Bosporus uiteen en verviel de stad. De Hunnen verwoestten mogelijk de stad daarop in dezelfde eeuw. Een andere theorie is dat de stad werd vernietigd door voorouders van de Osseten; de Alanen.

## Legenden
De 17e-eeuwse Turkse reiziger Evliya Çelebi schreef in zijn tweede boek Boeken van reizen dat Alexander de Grote er ooit geweest was en dat deze toen de vesting (en een paleis) had laten bouwen om de stad te beschermen tegen de toenemende invallen in Klein-Azië van "Gog en Magog" (waarmee volgens historici waarschijnlijk de Scythen en Cimmeriërs werden bedoeld). In werkelijkheid berust dit verhaal op een legende; Aleksander is namelijk nooit in de stad geweest. Een andere legende vertelt over een 'gouden paard' dat ergens in de catacomben van de stad werd verstopt tijdens een aanval op de stad en nooit weer teruggevonden is, waarvan de naam 'Gorgippa' zou zijn afgeleid; een samentrekking van de Griekse woorden 'gorgon' en 'ippos' (van 'hippos') wat 'vreselijk paard' of (vrijer vertaald) 'paard dat opspringt tegen de rekken' zou kunnen betekenen. 

## Gorgippia als bezienswaardigheid
Gorgippia is nu een openluchtmuseum. Het toont de straten, koerganen (grafheuvels), de necropolis en vele voorwerpen uit die tijd. In 1975 werd een bijzondere beschilderde Griekse graftombe ontdekt, die door de archeologen wordt aangeduid als 'tombe van Gerakla' en stamt uit eind 2e, begin 3e eeuw.